# Musée archéologique de Santa Scolastica
Le musée archéologique de Santa Scolastica, connu autrefois sous le nom de musée archéologique de Bari ou de musée archéologique provincial de Bari , est un musée archéologique situé dans la ville de Bari. La collection comprend des matériaux et des trouvailles des civilisations indigènes de la région (Daunie, Messapiens, Peucètes), remontant à des périodes allant de la préhistoire à l'âge du bronze, ainsi que des bijoux des périodes de la Grande-Grèce, de l'Empire byzantin, arabo-normande et médiévale,.

## Historique
Créée en 1875 avec quelques objets collectés par le professeur Nitto De Rossi, eil fut ouvert au public le 18 mai 1890 au siège du palazzo Ateneo (qui abrita également l'université à partir de 1925), où il resta jusqu'en 2000.
Le musée, alors sous la direction de la Commission d'Archéologie et d'Histoire de la Patrie, a élargi la collection au fil du temps grâce à des dons privés, des acquisitions et des découvertes provenant de fouilles dans diverses régions des Pouilles. Sous la direction de Maximilian Mayer (it) (1894-1903) et Michele Gervasio (it) (1909-1957), la réalisation de l'inventaire, diverses études spécialisées et la mise en œuvre d'importantes campagnes de fouilles ont été réalisées.
Les achats d'objets de valeur, comme ceux de la Tomba Varrese de Canosa di Puglia, de la collection polonaise et de la collection de monnaies Maselli, remontent au début des années 1900.
En 1957, la gestion du musée fut transférée de l'administration provinciale à celle de l'État, sous l'égide de la Surintendance des Antiquités des Pouilles et Matera, afin de répartir les découvertes provenant des campagnes de fouilles dans la province de Bari. En 1957 et 1958, des fouilles ont été effectuées à Monte Sannace et Conversano, tandis qu'entre la fin des années 1970 et 80, de nouvelles découvertes ont été trouvées à Monte Sannace, Acquaviva delle Fonti, Canosa di Puglia, Rutigliano, Conversano et Turi.
En 1985, le complexe de Santa Scolastica, confié à l'Université de Bari, a fait l'objet d'un accord entre la même Université et la Région des Pouilles, pour la création d'un Centre de Documentation sur le Patrimoine Culturel des Pouilles.
Entre 1994 et 2000, le musée a été fermé pour travaux de rénovation. En 2001, la direction revient à nouveau dans la province de Bari, transférant les collections dans le complexe de l'ancien monastero di Santa Scolastica, incorporé dans un bastion des remparts de la ville, au cœur de la vieille ville. En 2010, après un long processus administratif, la restauration et l'aménagement fonctionnel de l'ancien monastère en musée ont commencé, y compris la récupération de la zone archéologique voisine de San Pietro . Les travaux, financés par le ministère des Biens et des Activités culturelles et la Région des Pouilles, se sont terminés en 2018 lorsque les premières salles du nouveau complexe muséal ont été rouvertes au public.

## Les collections

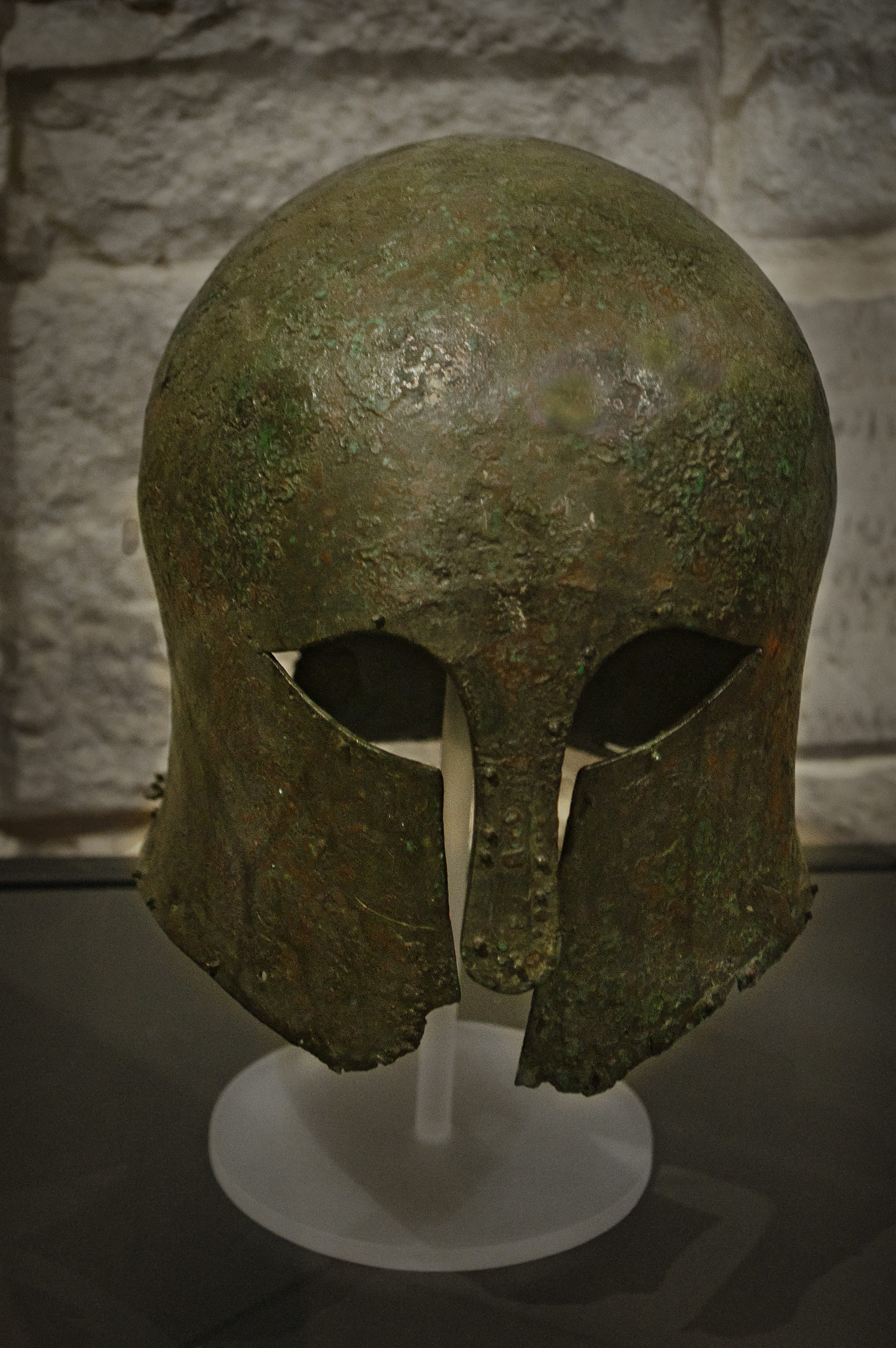
Casque

Les collections du musée comptent environ 30000 objets, classés selon les sections suivantes :
- Matériel préhistorique comprenant des outils de l'industrie lithique, des céramiques imprimées ;
- Céramiques géométriques dauniennes, peucétiennes et messapiennes ;
- Céramique apulienne à figures rouges d'origine grecque à la peinture noire, surpeinte, céramique à figures rouges et dans le style Gnathia ;
- Céramiques grecques, corinthiennes et attiques ;
- Terres cuites figuratives et architecturales ;
- Sculptures en pierre ;
- Bronzes comprenant vases, armes, armures, outils ;
- Orfèvrerie ;
- Épigraphes grecques et latines ;
- Monnaies grecques, romaines, byzantines, médiévales et modernes ;
- Pierres précieuses gravées ;
- Objets en os et en ivoire ;
- Verre et ambre.

## Les sections
La réorganisation des espaces d'exposition a permis la création d'un parcours qui serpente depuis l'entrée du complexe monastique jusqu'à la zone archéologique de San Pietro, en passant par certaines salles du rez-de-chaussée de Santa Scolastica, en attendant l'ouverture future de la chambres à l'étage supérieur.
L'itinéraire offre au visiteur des informations sur les valeurs historico-archéologiques de la ville et, en progression, sur celles du Pays de Bari et de toute la région, en passant par six sections.

### Aux origines de Santa Scolastica: Bari byzantine
La première section est située à l'intérieur du bastion avec les restes de l'église byzantine des Santi Giovanni e Paolo et des supports multimédia faisant référence aux témoignages architecturaux et artistiques du Bari byzantin, avec des détails et des témoignages de la vie monastique dans les bâtiments découverts lors des fouilles dans l'ancienne ville.

### Avant Santa Scolastica: archéologie en Terre de Bari

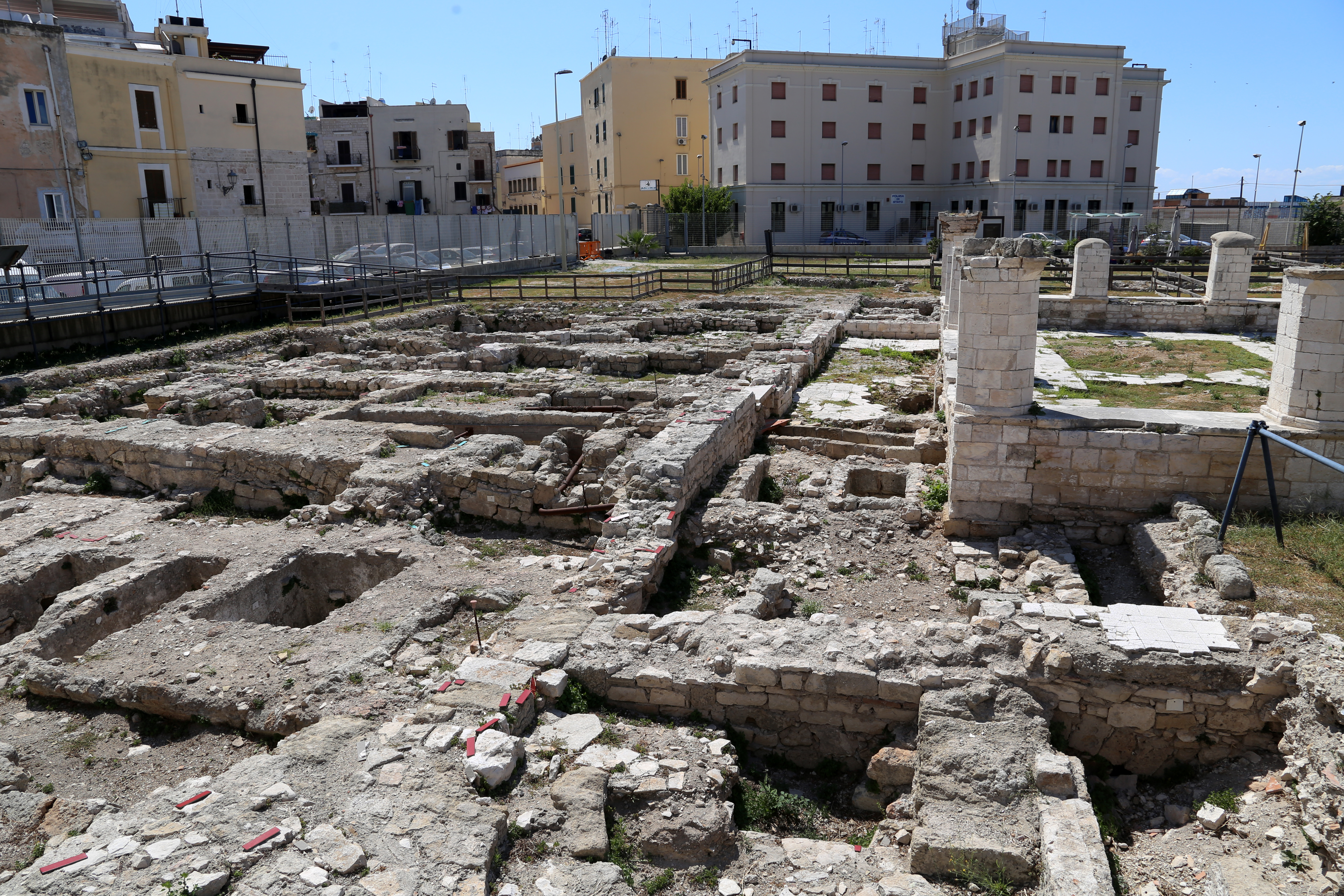
zone archéologique de San Pietro

La section est abritée dans un portique où sont exposés les vestiges archéologiques identifiés dans le site de Santa Scolastica et les lieux exemplaires d'archéologie de la Terre de Bari, ainsi que des pièces provenant de la collection provinciale et des collections de l'État :
- Céramiques et industries d'os et de pierre provenant de cabanes de l'âge du bronze de la région de San Pietro ( XVIIIe siècle av. J.-C.),
- Objets funéraires de la période archaïque (VIe siècle av. J.-C.) de la région de San Pietro,
- Objets funéraires de l'époque classique (Ve siècle av. J.-C.) de la région de Santa Scolastica,
- Objets communs de l'époque romaine de la région de San Francesco della Scarpa et épigraphes de l'époque romaine provenant de divers sites de Bari.

### Archéologie des Pouilles
La salle est configurée comme un espace avec un contenu multimédia consacré à l'archéologie de l'ensemble du territoire des Pouilles.

### Santa Scolastica aujourd'hui
Cette section est consacrée à l'affichage des trouvailles récemment acquises.

### Itinéraires de visite dans la vieille ville
La salle illustre les parcours accessibles au public dans la vieille ville de Bari, avec une attention particulière aux stratifications monumentales préservées dans le tissu urbain.

### De la collection du Musée Archéologique de Bari

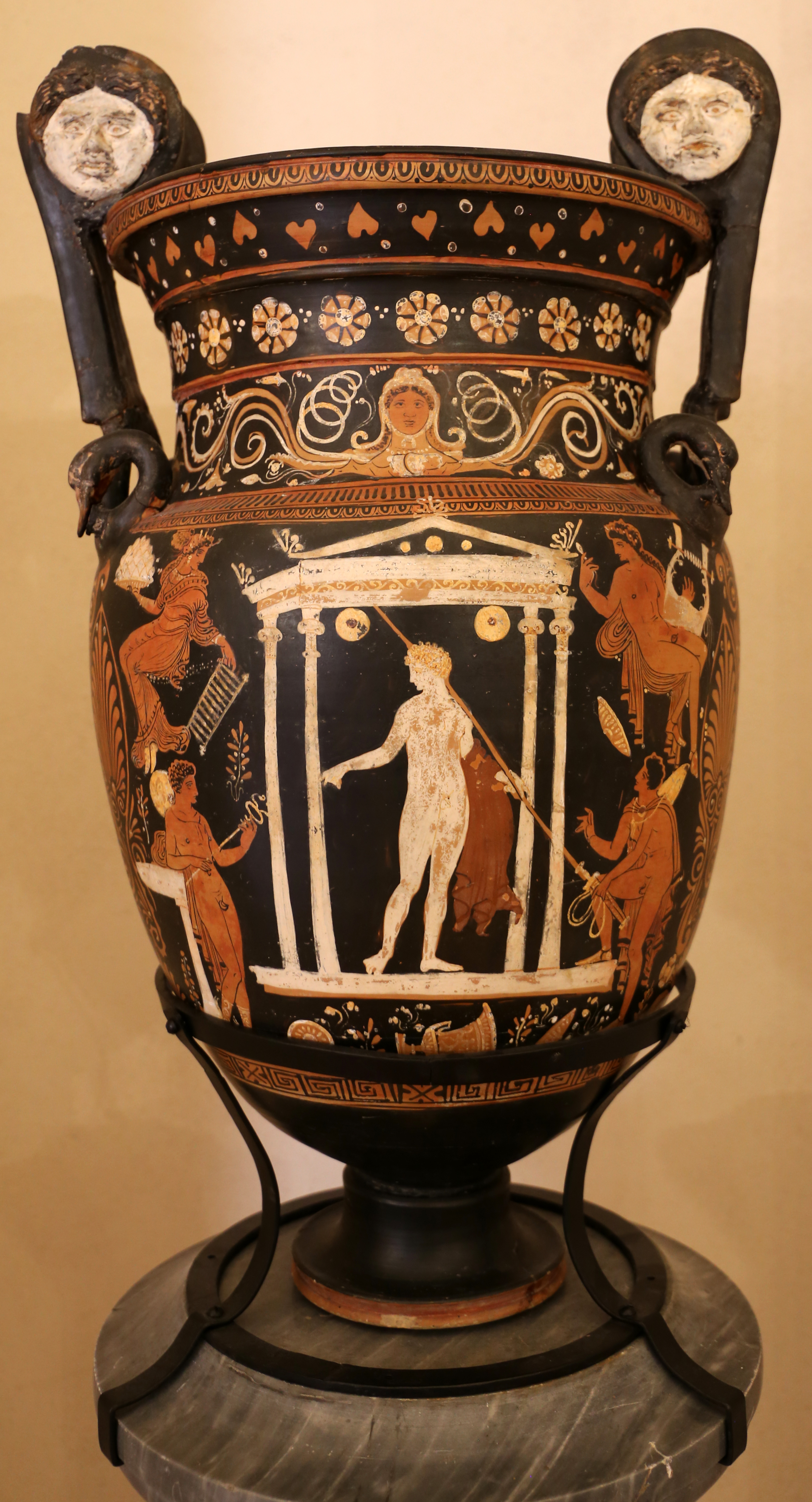
Cratère masqué des Pouilles

La dernière section rassemble des découvertes particulièrement significatives de l'histoire de la formation de la collection du musée archéologique de la province de Bari, y compris des ajouts aux découvertes de l'État, notamment :
- Dolmen de Chianca de Bisceglie (fouilles du début du XXe siècle) : objets funéraires de l'âge du bronze (XVIIIe siècle av. J.-C.) (céramique et éléments ornementaux en bronze, os et ambre)
- Noicàttaro (fouilles du début du XXe siècle) : objets funéraires de l'époque archaïque (VIe siècle av. J.-C.e) (céramiques indigènes à décor géométrique et céramiques et éléments d'armure en bronze importés de Grèce)
- Noicàttaro : pendentif et disques mauréens (VIe siècle av. J.-C.)
- Ville de Bari : Cratère phlacien à figures rouges (IVe siècle av. J.-C.) avec la représentation de la naissance d'Hélène de l'œuf
- Monnaies de Bari et d'autres lieux de l'époque classique et médiévale
- Bari, San Pietro : hermès en marbre à deux faces d'époque romaine (Ier siècle)
- Monnaies classiques et médiévales de Bari et d'autres lieux

## Galerie

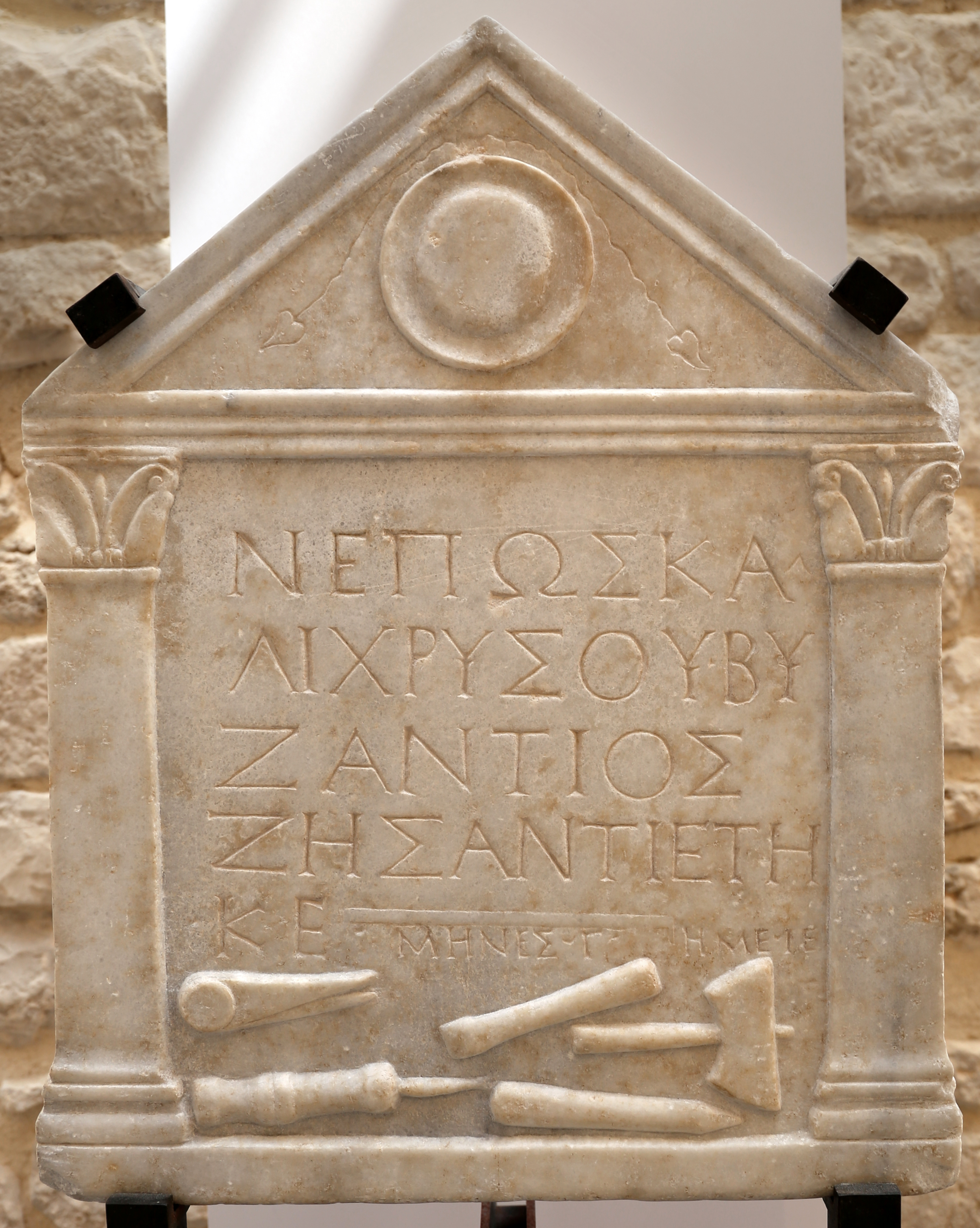
Stèle funéraire
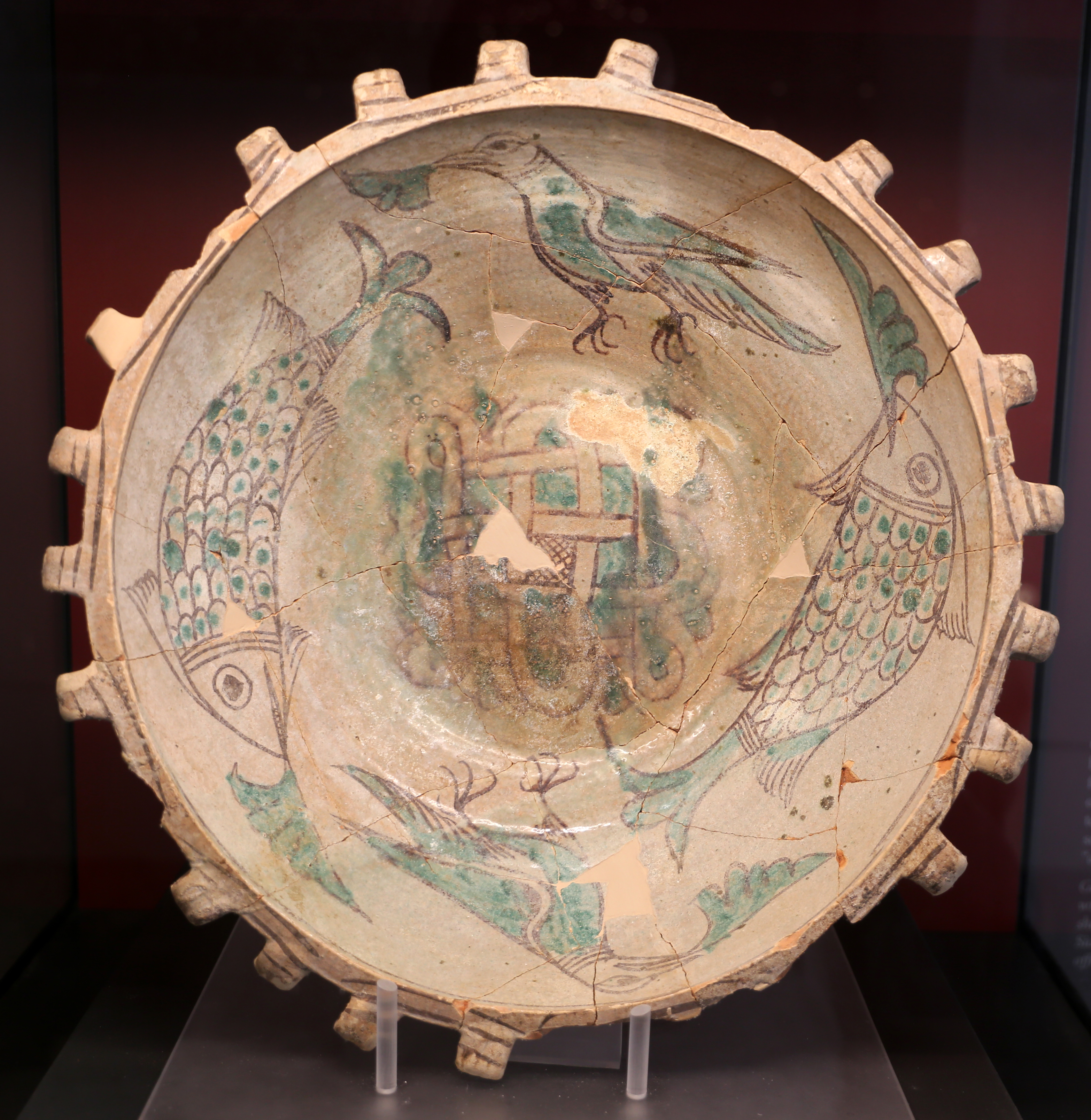
Bassin polyhandlé
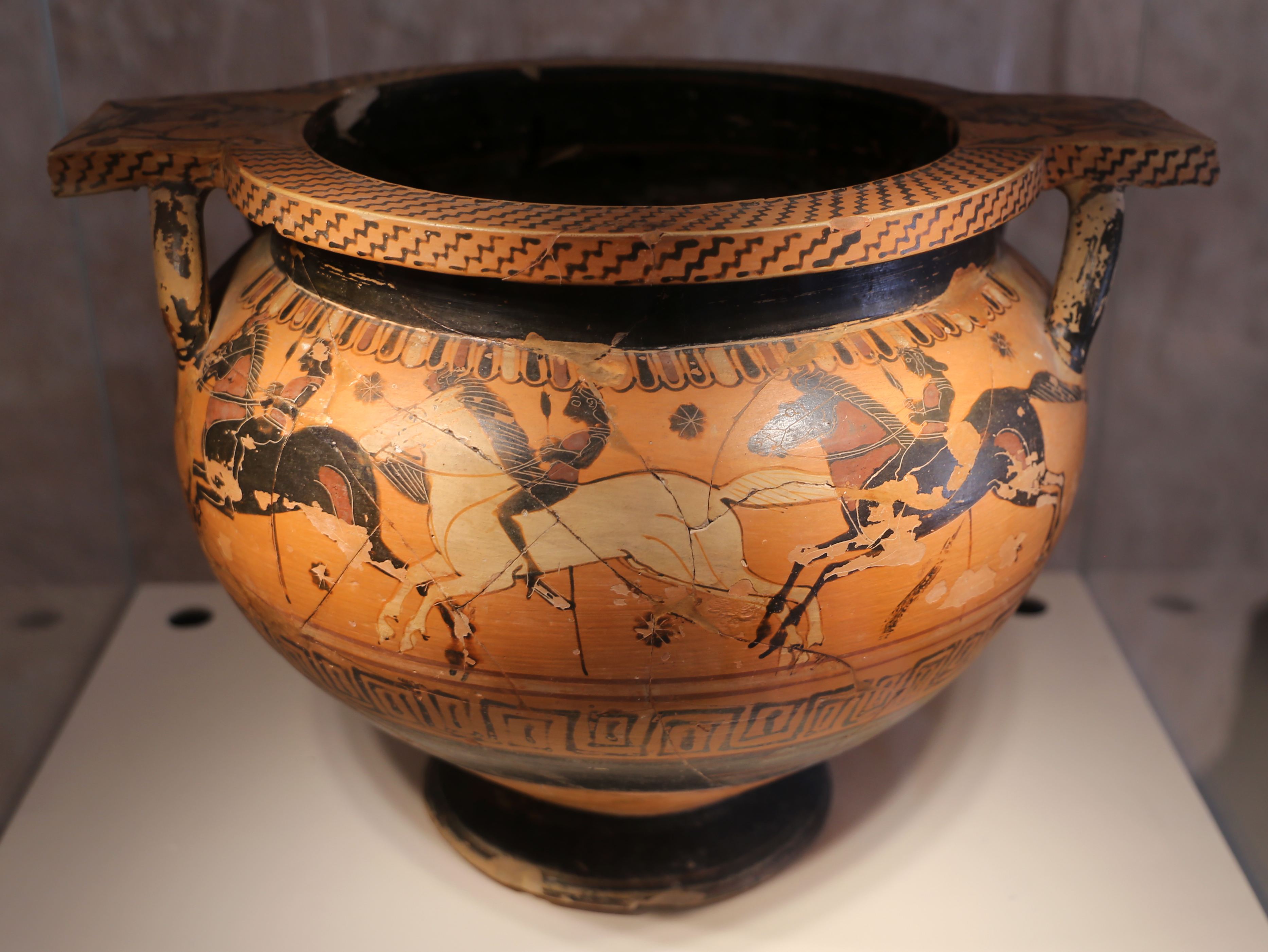
Cratère corinthien